# Folgetonhorn
Als Folgetonhorn (manchmal auch als Tonfolgehorn) wird generell eine akustische Einrichtung an Fahrzeugen bezeichnet, die nacheinander mehrere Signaltöne verschiedener Grundfrequenzen abgibt.
Hierunter wird in Europa ein Teil der Warnanlage verstanden. Diese Einrichtung – sie ist für den Privatgebrauch verboten – wird in Deutschland als Sondersignalanlage bezeichnet und in den berechtigten (Einsatz-)Fahrzeugen bestimmter Behörden und Organisationen mit Sicherheitsaufgaben, auch für Hilfsorganisationen verwendet. Es wird auch die Bezeichnung Einsatz- oder Martinshorn genutzt. 
Es wird eine bestimmte Tonfolge erzeugt, die andere Verkehrsteilnehmer warnt und dazu veranlassen soll, dem Einsatzfahrzeug freie Bahn zu gewähren. Bei Einsatzfahrten mit Folgetonhorn wird dieses in den meisten Staaten fest mit Blaulicht kombiniert. Durch spezielle Schalter soll verhindert werden, dass die akustische Warneinrichtung ohne Blaulicht verwendet wird, während Blaulicht alleine ohne die akustische Tonfolge betrieben werden kann.

## Erzeugung der Tonfolge

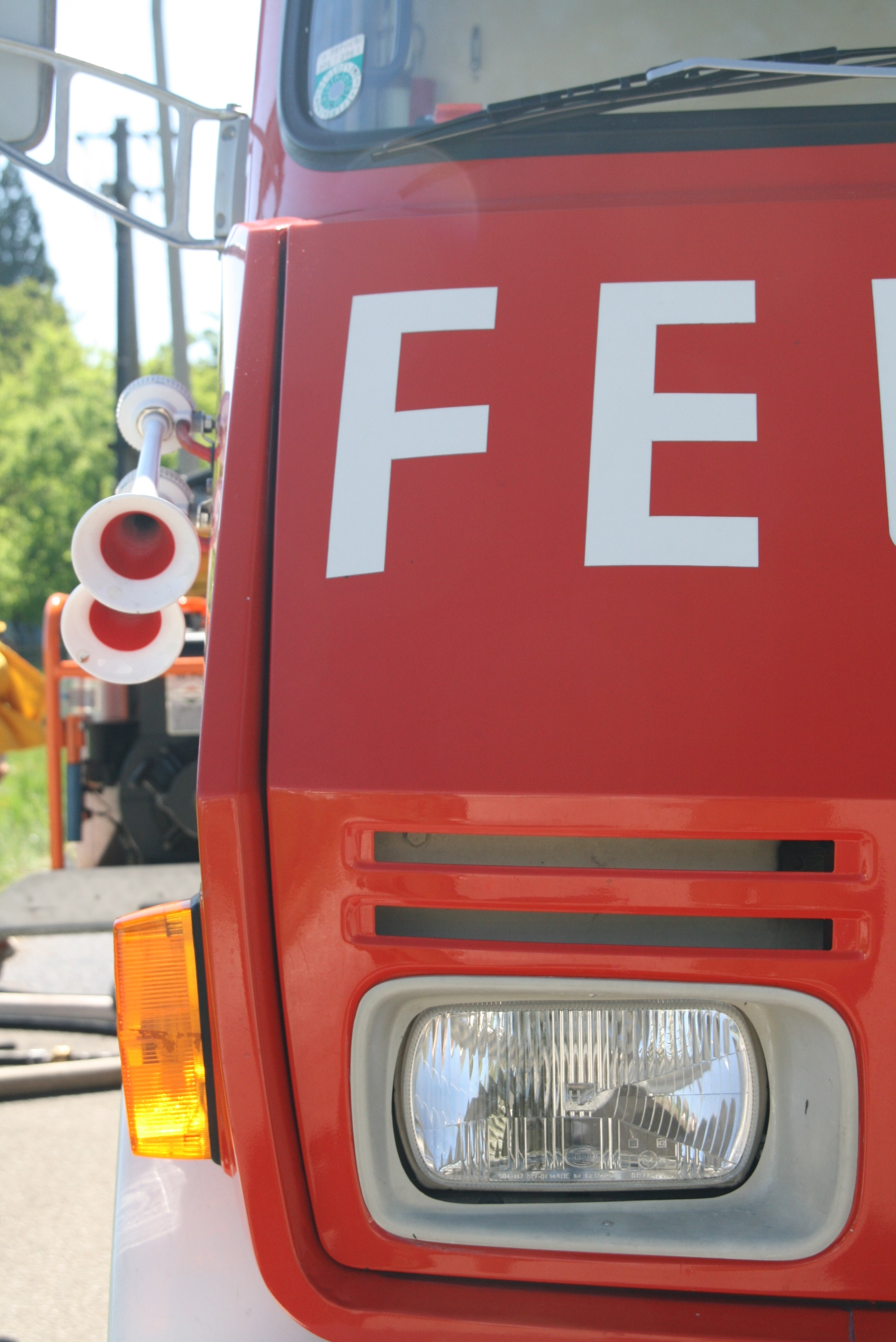
Druckluftbetriebenes Folgetonhorn

Die Erzeugung der Tonfolge kann auf unterschiedliche Weise gelöst werden:
- Durch eine Kompressoranlage: Hierbei wird Druckluft über eine Ventilanlage wechselweise durch die paarweise auf Schwebung verschieden gestimmten Makrofone geleitet.
- Durch ein Tonfolgerelais, einen sogenannten Klangfolgeschalter: Ein Relais steuert wechselweise die verschieden gestimmten Aufschlaghörner (im Prinzip „normale“ Autohupen) an.
- Elektronisch: Eine elektronische Schaltung erzeugt die Tonfolge, welche durch Lautsprecher verstärkt wiedergegeben wird.

## Deutschland
Grundlage für Schalleinrichtungen, welche das „Sondersignal“ erzeugen, ist § 55 Abs. 3 S. 1 StVZO (Straßenverkehrszulassungsordnung):

„(3) Kraftfahrzeuge, die auf Grund des § 52 Abs. 3 Kennleuchten für blaues Blinklicht führen, müssen mit mindestens einer Warneinrichtung mit einer Folge von Klängen verschiedener Grundfrequenz (Einsatzhorn) ausgerüstet sein.“

In Deutschland wird die Ausführung des Folgetonhorns durch DIN 14610 geregelt. Die Tonhöhe von verschiedenen Hörnern darf sich unterscheiden, muss aber zwischen 360 Hz (ca. fis′) und 630 Hz (ca. dis″) liegen. Das Tonintervall muss eine reine Quarte sein (beispielsweise: a′ und d″).
Sonderrechte, wie das Überschreiten der Geschwindigkeit oder Fahren außerhalb vorgegebener Fahrspuren oder Fahrtrichtungen, können auch ohne Benutzung von Blaulicht und Folgetonhorn in Anspruch genommen werden, wegen der möglichen Gefährdung anderer Verkehrsteilnehmer dann jedoch besonders restriktiv.
In Erfurt, Sömmerda und Weimar wurde vorübergehend das Wail-Signal erprobt, jedoch ohne dass dafür eine Genehmigung vorlag. Da es sich um kein offizielles DIN-Sondersignal handelt, ist der Gebrauch in Deutschland untersagt. Aufgrund einer Rechtsverordnung ist in mehreren deutschen Bundesländern das Yelp-Signal im Einsatz. Sein Zweck ist jedoch nicht, das Wegerecht zu fordern, sondern ein vorausfahrendes Fahrzeug zum Anhalten aufzufordern.

### Martin-Horn/Martinshorn
Martin-Horn und Martinshorn sind vor allem in Deutschland verbreitete Bezeichnungen für das Folgetonhorn. Der Name leitet sich ab vom im Jahr 1880 in Markneukirchen im vogtländischen Musikwinkel gegründeten Unternehmen für Jagdhörner und Kavallerietrompeten namens Deutsche Signal-Instrumenten-Fabrik Max B. Martin, welches nach der Enteignung in der DDR im Jahr 1950 in Philippsburg neu begann. Martin-Horn ist als Wortmarke geschützt.
Der Betrieb hatte im Jahr 1932 gemeinsam mit Polizei und Feuerwehren ein Mehrtonhorn entwickelt, das in der Folge für Einsatzfahrzeuge gesetzlich vorgeschrieben wurde. Da die Fertigung bis zum Zweiten Weltkrieg exklusiv dem vorgenannten Unternehmen oblag, wurde die Bezeichnung „Martin-Horn“ zum Synonym für Folgetonhörner. Beim Martin-Horn wird für jeden Ton ein einzelnes Makrofon eingesetzt, die beispielsweise bei Lokomotiven auch einzeln verwendet werden.

### Ursprung des Zweiklanges
Zu dem historischen Ursprung des typischen Zweiklanges gibt es mehrere Hypothesen. So wird zum einen das Jagdsignal „Halt“ (c'-g') als eine mögliche Erklärung genannt. Eine andere Hypothese führt die Klangfolge auf das Hornsignal der Kavallerie für „Straße frei!“ zurück. Mit diesem Signal wurden berittene Einheiten aufgefordert, die genutzte Straße jeweils für ein Überholen oder einen Vorbeiritt von anderen Kräften frei zu machen. Hier entsprach die grundsätzliche Bedeutung des Signals also der des Folgetonhorns.

## Österreich
Wie in Deutschland ist es in Österreich nicht zwingend erforderlich, bei Einsatzfahrten Blaulicht und Folgetonhorn gemeinsam zu verwenden. Es reicht die Verwendung eines dieser Signale. Üblicherweise wird das Blaulicht allein und in unübersichtlichen Verkehrssituationen zusätzlich das Folgetonhorn eingesetzt. Die alleinige Verwendung des Blaulichtes in solchen Situationen kann im Schadensfall auch als „nicht ausreichend“ ausgelegt werden. Die (theoretisch mögliche) Verwendung von Einsatzhorn ohne Blaulicht wird nur von zivilen Polizeifahrzeugen praktiziert und kommt in der Praxis selten vor.
Zudem ist es in Österreich möglich, die Einsatzfahrzeuge anhand ihrer Tonfolge zuzuordnen: Rettung, Feuerwehr und Polizei sowie andere Dienste (Energieversorger, Verkehrsbetriebe) verwenden für ihre Einsatzfahrzeuge jeweils unterschiedliche Tonfolgen: Polizei (Tatüü-Tatütatütatüü), Rettung (gleichmäßig „Tatütatü“ oder „Tütaa Tütaa“) und Feuerwehr („Tatüü Tatüü“). Diese Tonfolgen haben sich eingebürgert, es gibt jedoch keine gesetzlich geregelten, vorgegebenen Tonfolgen für diese Einsatzkräfte. Andere Einsatzfahrzeuge der Wiener Stadtwerke wie Wiener Linien oder Wiener Netze haben ebenfalls eine eigene Tonfolge („Tatatüüta“).
Außer dem Folgetonhorn für Einsatzfahrzeuge ist die Abgabe von Tonfolgen verboten. Eine einzige Ausnahme gilt für Autobusse der Post: Diese dürfen die Tonfolge a-fis-a-d („Posthorn“, „Tatü tatu“,) als normales Hupsignal verwenden. Die Tonfolge wird aber nur mehr bei Oldtimerbusfahrten des Postdienstes verwendet.
Die Anbringung von Folgetonhörnern ist in § 22 Abs. 4–6 KFG geregelt. Zu beachten ist dabei, dass sofern am Fahrzeug nicht bereits nach § 20 Abs. 1 Z 4 KFG ohne eigene Bewilligung ein Blaulicht angebracht werden darf, eine Bewilligung für das Folgetonhorn zusätzlich zum Blaulicht beim zuständigen Landeshauptmann beantragt und genehmigt werden muss. Für die Erteilung der Genehmigung gelten die gleichen Voraussetzungen wie für die Erteilung eines Blaulichtes (§ 22 Abs. 4 KFG, letzter Satz, siehe dazu auch Rundumkennleuchte – Österreich). Der Einbau des Folgetonhorns muss jedoch bei Vorhandensein einer Bewilligung nicht als Änderung des Kraftfahrzeuges extra angezeigt und genehmigt werden.

## Schweiz
Die Schweiz verwendet cis'–gis' für Einsatzfahrzeuge.
Bei den Postautos und weiteren Busunternehmen, die auf Strecken verkehren, welche als Bergpoststrassen signalisiert sind, wird die Klangfolge cis'–e–a verwendet. Diese aus der Ouvertüre zu Rossinis Oper Wilhelm Tell stammende Tonfolge tüü taa too findet dort seit 1924 Verwendung. Das Signal wird vor allem in Fahrzeuge eingebaut, die im voralpinen und alpinen Gebiet im Einsatz sind. Am häufigsten wird es auf Bergpoststrassen gebraucht. Fahrzeuge, bei denen das Dreiklanghorn eingebaut ist, verfügen über den entsprechenden Nachweis in den Wagenpapieren.

## Liechtenstein
Die Verwendung einer Rundumkennleuchte ist in Liechtenstein bei den dafür zugelassenen Einsatzfahrzeugen nicht zwingend mit einem Folgetonhorn zu kombinieren. Es kann auch die Rundumkennleuchte alleine verwendet werden.
Einsatzfahrzeuge mit Blaulicht sind mit einem wechseltönigen Zweiklanghorn zu versehen. Fahrzeuge im Postbus-Linienverkehr auf Bergstraßen dürfen ein wechseltöniges Dreiklanghorn aufweisen (Art 82 Abs. 2 VTS).
Die Verwendung von anderen Tonerzeugern und an privaten Fahrzeugen (besonders Sirenen, andere gellende Warnvorrichtungen, Phantasiesignale wie Kirchenglocken, Klingeln und Tierstimmen sowie Auspuffhörner wie auch die Verwendung von Außenlautsprechern (mit Ausnahmen)) sind in Liechtenstein verboten (Art 82 Abs. 3 und 4 VTS).

## Historisches
Vor allem in den südlichen Ländern war bis in die 1970er Jahre ein privater Gebrauch von Folgetonhörnern erlaubt. Dabei wurden vor allem markante Kurzmelodien gespielt. Beliebt waren die Anfangstakte des River-Kwai-Marsches oder La Cucaracha. In Kuba kann man diese Tonfolgen bei privaten Autos sogar noch hören. Meist waren es Kompressorfanfaren, die durch eine sich drehende Scheibe bis zu fünf Hörner ansteuerten.